# قطع الصفيحة الفقرية

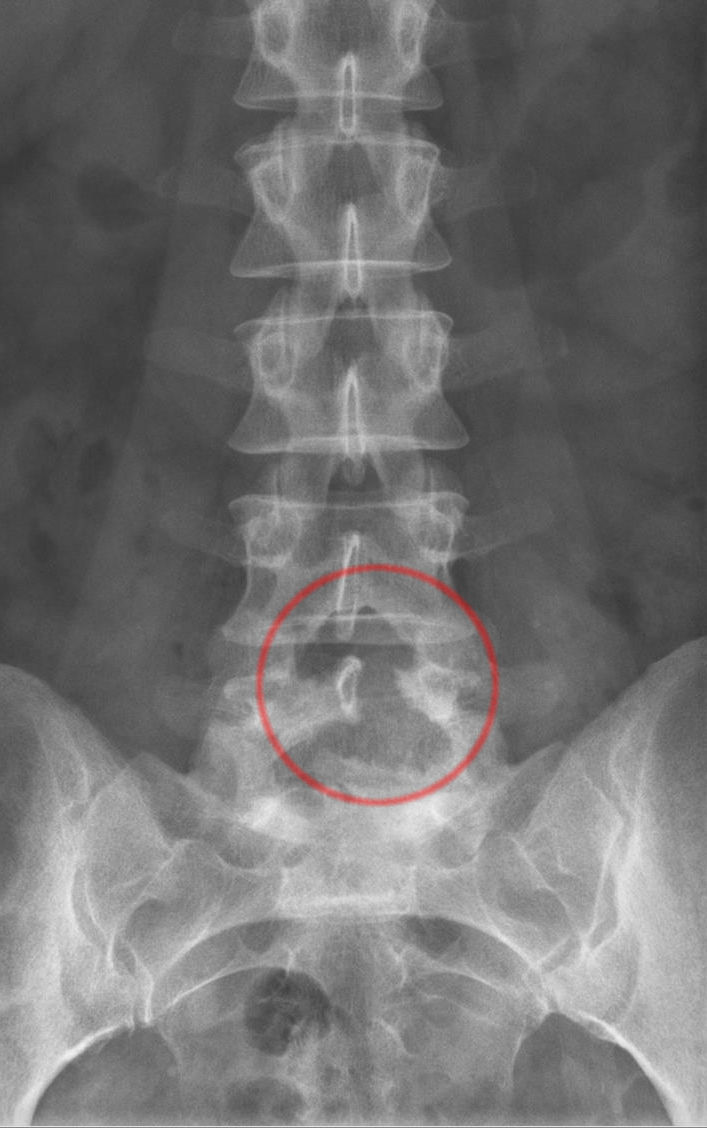
صورة شعاعية للعمود الفقري القطني بعد استئصال شق الصفيحة الفقرية من الفقرة القطنية الخامسة.

قطع الصَّفيحة الفِقرِية (بالإنجليزية: Laminotomy)‏ هو إجراء جراحة عصبية للعظام وذلك بإزالة جزء من القوس الفقري لتخفيف الضغط على الحبل الشوكي المقابل أو جذر العصب الشوكي.
وتم إجرائها في الأصل باستئصال شق الصفيحة الفقرية، التي تتمثل في إزالة النصف الأيسر أو الأيمن من الصفيحة والأكثر شيوعا في الآونة الأخيرة هو إجراءها بإزالة جزء من جانبي الصفيحة مع الاحتفاظ بالبقية للحفاظ على استقرار العمود الفقري قدر الإمكان وغالبا ما يصاحب قطع الصفيحة الفقرية قطع الوجيه.

## لمحة تشريحية
يتوضع الحبل الشوكي في أنبوب عظمي مجوف يدعى العمود الفقري. يتكون العمود الفقري من العديد من العظام حلقية الشكل يسمى مفردها الفقرة (جمعها: فقرات) تمتد من الجمجمة إلى العجز. تحتوي كل فقرة على ثقبة في مركزها تسمى الثقبة الفقرية ويمر من خلالها النخاع الشوكي.
الصفائح (مفردها: صفيحة) هي الهياكل التشريحية الأساسية في عملية قطع الصفيحة الفقرية. تشكل الصفائح جزءًا من القوس الفقري، وهو منطقة من العظام على الجانب الخلفي لكل فقرة تشكل غطاء واقيًا للجانب الخلفي من النخاع الشوكي.
يتكون القوس الفقري من عدة سمات تشريحية بالإضافة إلى الصفيحة التي يجب أن تؤخذ بعين الاعتبار عند إجراء قطع الصفيحة الفقرية. يوجد في وسط القوس الفقري نتوء عظمي يسمى الناتئ الشوكي. يقع الناتئ الشوكي على الجانب الخلفي أو ظهر الفقرة وتعمل كنقطة ارتكاز للأربطة والعضلات التي تدعم وتثبت العمود الفقري. تحتوي كل فقرة على نتوءين عظميين جانبيين يُطلق عليهما الناتئان المعترضان، ويقعان على جانبي القوس الفقري. تتصل النواتئ المعترضة مع الأضلاع وتعمل كنقاط ارتكاز للعضلات والأربطة التي تؤمن ثباتية العمود الفقري. الصفيحة هي القطعة العظمية التي تربط الناتئ الشوكي بالناتئ المعترض. تحتوي كل فقرة على صفيحتين، واحدة على كل جانب من جوانب الناتئ الشوكي.

## الأنواع
يُقسم قطع الصفيحة الفقرية إلى عدة أنواع حسب نوع الأداة المستخدمة لتصوير الإجراء، والفقرة التي ينفذ عليها الإجراء، وتطبيق الإجراء على الصفيحتين الفقريتين أو إحداهما.
تشمل الأنواع الشائعة من قطع الصفيحة الفقرية:
- يستخدم قطع الصفيحة الفقرية المجهري/إزالة الضغط المجهري مجهرًا جراحيًا من أجل تكبير المنطقة المراد إجراء الجراحة عليها. يوضع مجهر الجراحة عادةً على طاولة الجراحة ويثبت فوق منطقة العملية.
- يستخدم قطع الصفيحة الفقرية بالتنظير/إزالة الضغط بالتنظير المجهري منظارًا، وهو عبارة عن كاميرا صغيرة أنبوبية الشكل توضع داخل في المريض من أجل تصوير الإجراء داخليًا.
- يجرى قطع الصفيحة الفقرية الرقبية على الفقرات الرقبية، أي الفقرات الأقرب إلى الرأس.
- يجرى قطع الصفيحة الفقرية الصدرية على الفقرات الصدرية (الوسطى).
- يجرى قطع الصفيحة الفقرية القطنية على الفقرات القطنية، أي الفقرات الأقرب إلى العجز.
- قطع الصفيحة الفقرية ثنائي الجانب هو إزالة جزء من العظم من كلتي الصفيحتين ضمن فقرة واحدة.
- قطع الصفيحة الفقرية أحادي الجانب هو إزالة جزء من العظم من صفيحة واحدة فقط.

يمكن الجمع بين تصنيفات عمليات قطع الصفيحة الفقرية لتشكيل الاسم الأكثر وصفًا للإجراء. على سبيل المثال، قطع الصفيحة الفقرية القطنية أحادي الجانب بالمنظار هو إزالة العظم من صفيحة واحدة فقط من الفقرات القطنية باستخدام منظار داخلي.

## الإجراء
يبقى إجراء قطع الصفيحة الفقرية كما هو إلى حد كبير بغض النظر عن الأداة المستخدمة أو مستوى الفقرات التي أجريت عليها الجراحة. تطبق عمليات قطع الصفيحة الفقرية تحت التخدير العام أو التخدير الشوكي وغالبًا ما تتطلب الاستشفاء عقب الإجراء، على الرغم من أن مدة الاستشفاء تعتمد على الحالة الجسدية للفرد وسبب إجراء القطع. يستغرق قطع الصفيحة الفقرية نحو 70-85 دقيقة حسب نوع الإجراء المستخدم. تتطلب عمليات القطع أحادية الجانب عادةً وقتًا أقل، إذ تزال العظام من صفيحة واحدة فقط، في حين تستغرق عمليات القطع ثنائية الجانب وقتًا أطول وتُزال العظام من كلتي الصفيحتين. لا يؤثر مستوى الفقرات التي يُجرى عليها قطع الصفيحة الفقرية أو الأداة المستخدمة على مدة الإجراء. تُجرى عمليات قطع الصفيحة الفقرية أحادية وثنائية الجانب في فترة زمنية أقصر مقارنة باستئصال الصفيحة الفقرية التقليدي الذي يستغرق وسطيًا أكثر من 100 دقيقة.
أثناء قطع الصفيحة الفقرية، يستلقي الفرد على بطنه ويوجه ظهره نحو الطبيب. يجرى شق أولي أسفل منتصف الظهر للكشف عن الفقرات التي سوف يُطبق قطع الصفيحة الفقرية عليها. في هذا الإجراء، يبقى الناتئ الشوكي وأربطة العمود الفقري سليمة، ولكن يجب فصل العضلات المجاورة للعمود الفقري والمعروفة باسم العضلات المحيطة بالنخاع (على سبيل المثال: العضلة الناصبة الشوكية) عن الناتئ الشوكي والقوس الفقري. في عملية القطع أحادية الجانب، تُفصل هذه العضلات فقط على الجانب الذي يُطبق فيه الإجراء. في عمليات قطع الصفيحة الفقرية ثنائية الجانب، تزال هذه العضلات على جانبي الفقرات. تُزال الأربطة التي تصل الصفائح الفقرية للفقرتين العلوية والسفلية، والتي تُعرف باسم الرباط الأصفر، في أغلب الأحيان أو يُعاد تشكيلها في هذا الإجراء للتكيف مع الكمية الصغيرة المستأصلة من العظام. باستخدام مجهر أو منظار داخلي لتأمين الرؤية خلال الإجراء، يستخدم مثقاب جراحي صغير لإزالة جزء من العظم من صفيحة واحدة أو الصفيحتين من الفقرات. يمكن إجراء قطع الصفيحة الفقرية على فقرات متعددة ضمن العملية الجراحة نفسها؛ تُعرف هذه العملية بقطع الصفيحة الفقرية متعدد المستويات.
يتواجد نوع من قطع الصفيحة الفقرية مختلف قليلًا ولكن شائع الاستخدام وهو قطع الصفيحة الفقرية أحادي الجانب لتخفيف الضغط الثنائي عن النخاع الشوكي. يستخدم هذا الإجراء طفيف التدخل أغلب الأحيان لعلاج المرضى الذين يعانون من الانضغاط الشديد واجب العلاج في العمود الفقري. يحافظ هذا الإجراء على سلامة الأربطة الشوكية لكن يجب فصل العضلات المحيطة بالنخاع. يجرى قطع الصفيحة الفقرية أحادي الجانب على صفيحة واحدة من الفقرة. يؤمن استئصال العظم من صفيحة واحدة مدخلًا إلى القناة الشوكية. يستخدم مجهر أو منظار داخلي لتأمين الرؤية خلال الإجراء، تدخل الأدوات الجراحية من خلال هذه الفتحة في القناة الشوكية. تُحرك الأدوات الجراحية بعد ذلك أسفل الناتئ الشوكي وعبر القناة الشوكية للوصول إلى الصفيحة المقابلة على الجانب الآخر من الفقرة لقطع الصفيحة الفقرية الثانية. يكون الشق الجراحي اللازم لهذا الإجراء أصغر، إذ يحتاج الأطباء إلى الوصول إلى صفيحة واحدة فقط لإجراء قطع الصفيحة ثنائي الجانب، أي إزالة العظم من الصفيحتين ضمن فقرة واحدة. طُورت عملية قطع الصفيحة الفقرية أحادي الجانب لتخفيف الضغط الثنائي عن النخاع الشوكي منذ ما يقارب 20 عامًا، وهو علاج جراحي ناجح شائع لتضيق العمود الفقري القطني.